# フレディー・アギラ
フレディー・アギラ（Freddie Aguilar、1953年2月5日 - 2025年5月27日）は、フィリピンの歌手。

## 略歴

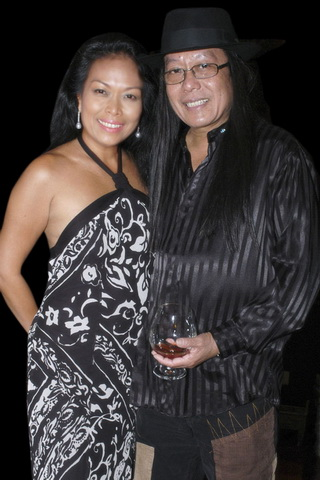
妹マレーネ・アギラールとフレディ（2002）

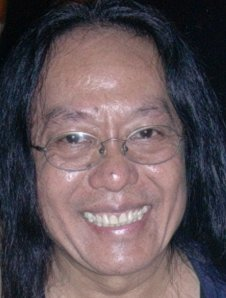
（2004）

1953年2月5日に、フィリピンのイサベラ州イラガンにて生まれる。
1967年より、プロの音楽活動を続ける。デ・グスマン工科大学で電気工学を専攻したが、中退する。1977年、"Anak" という自作自演の曲がフィリピンでヒットし、日本でも有名になる。マルコス政権に批判的な歌手として知られるようになる。1986年2月のエドゥサ革命の後も、フィリピン民衆より尊敬を集め音楽活動に従事している。マニラで、ライブ・ハウス『カ・フレディーズ』（Ka Freddie's Bar）を経営し、自ら生演奏を披露する。
アナク財団を設立し、学校建設を手がけている。
YouTubeに、"Anak" の自作自演を始め、いくつかの演奏がアップロードされている
ロドリゴ・ドゥテルテ政権時代には、ドゥテルテの依頼により芸術文化担当の大統領顧問を務めた。
2025年5月27日未明、ケソン市のフィリピン心臓センターにて死去。72歳没。

## 有名な作品
- ANAK (息子)　Anak
- マグダレーナ　Magdalena

## CD
日本でリリース
- エストゥディアント・ブルース～フレディ・アギラー・グレイテスト・ヒッツ　1990年8月21日発売　キングレコード　KICP-59